# Cuadro de lista

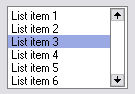
Un cuadro de lista

Un cuadro de lista (en inglés list box) es un widget que permite al usuario seleccionar uno o más elementos de una lista contenida dentro de un cuadro de texto de múltiples líneas. El usuario hace clic dentro del cuadro en un elemento para seleccionarlo, a veces en combinación con la  tecla Shift o la tecla Control (tecla "command" en Mac) para realizar selecciones múltiples. Haciendo "Control-clic" en un elemento que ya estaba seleccionado anula la selección.
Un cuadro de lista se llama  select  o  select1  dentro del estándar XForms.  select  se utiliza para permitir al usuario seleccionar muchos elementos de una lista, mientras que  select1  sólo permite al usuario seleccionar un único elemento de una lista.